# Monnaie lituanienne
Lietuvos monetų kalykla
Pour les articles homonymes, voir Monnaie (homonymie).

Logo

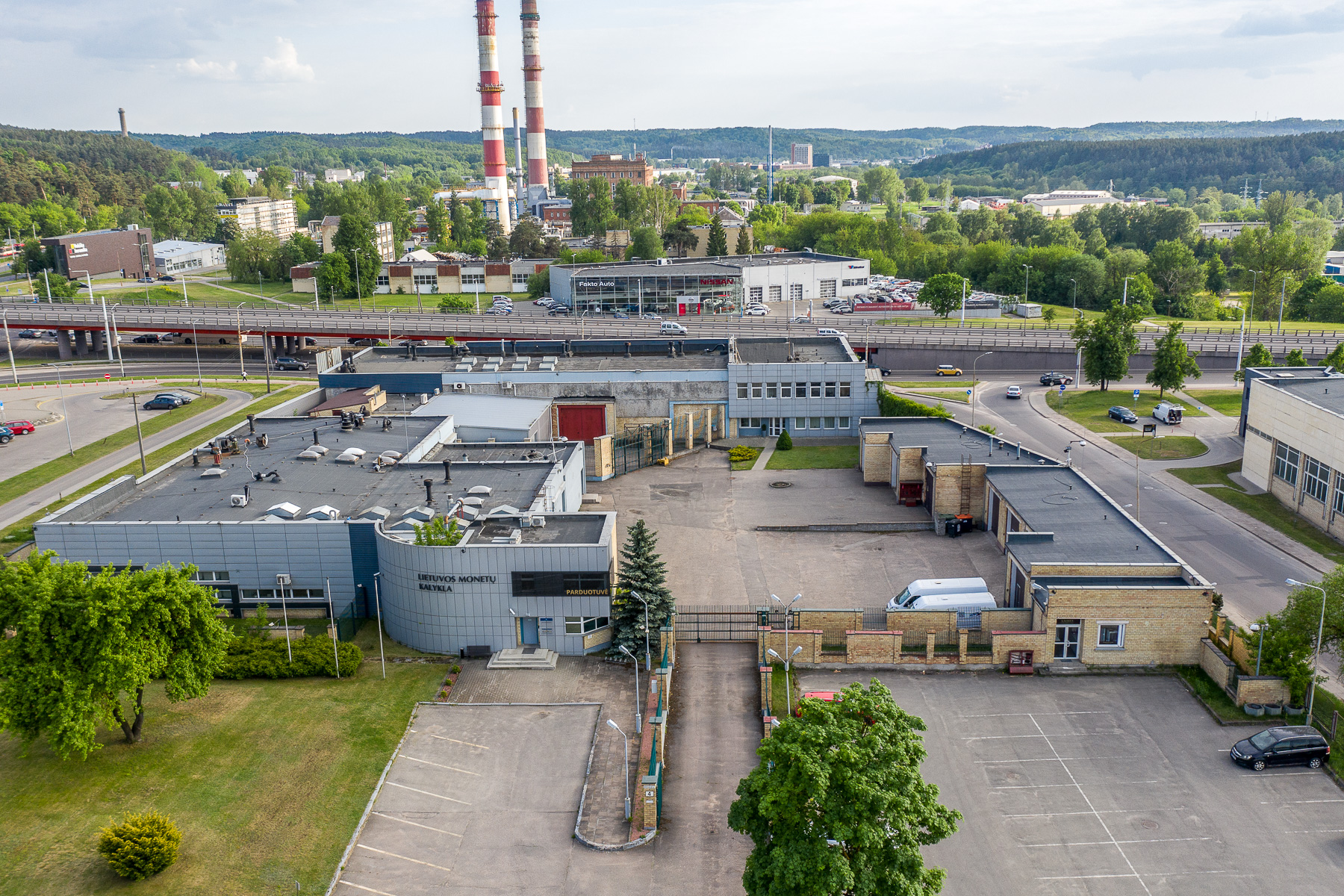

La Monnaie lituanienne (en lituanien Lietuvos monetų kalykla) est l'institution monétaire nationale de la Lituanie. Elle fabrique les pièces de monnaie lituaniennes de circulation courante et de collection

## Histoire de la frappe des monnaies en Lituanie
Les premières pièces d'argent du grand-duché de Lituanie ont été frappées sous le règne du grand-duc Algirdas (1345 - 1377). 
La frappe de pièces européennes en argent, tel le denier, le groat, a débuté à la Monnaie de Vilnius, un siècle plus tard, sous le règne du grand-duc Alexandre (1492 - 1506).
En 1508, sous le règne du grand-duc Sigismond le Vieux (1506 - 1544), les premières pièces datées ont été frappées. La frappe de pièces lituaniennes s'est étendue sous Sigismond Auguste (1544 - 1572), quand un large éventail de pièces fut fabriqué (deniers, groats, talers et ducats.
La quantité de pièces fabriquées pendant les XVIe et XVIIe siècles dans les ateliers de Vilnius et Kaunas était grande. Cependant, ces deux ateliers furent fermés en 1666 (époque de la république des Deux Nations). 
À la suite de la proclamation de l'indépendance de la Lituanie le 2 novembre 1918 et de l'introduction de l'unité monétaire lituanienne, le litas, le 1er octobre 1922, la frappe de pièces a redémarré. Les pièces de 1925, 1936, et de 1938 ont été frappées en Lituanie, dans la fabrique de Spindulys à Kaunas.
En 1992, la Lietuvos monetų kalykla a commencé à frapper les pièces de circulation de 1, 2 and 5 centai lituaniennes. En 1997, des pièces de 10, 20 et 50 centų d'un nouveau modèle ont été frappées et les nouvelles pièces de 1, 2 et 5 litai ont suivi en 1998. Plus tard, les pièces de 2 et 5 litai ont été remplacées par des pièces bimétalliques.
Depuis 1993, la Lietuvos monetų kalykla a commencé à frapper des pièces commémoratives. La première pièce commémorative de 10 litų en cupronickel a été produite pour célébrer le 60e anniversaire du vol au-dessus de l'Atlantique par Steponas Darius et Stasys Girėnas (en). La première pièce de 50 litų en argent a été frappée en 1995 pour marquer le cinquième anniversaire de l'indépendance de la Lituanie.